# Enchō
Enchō (japanisch 延長) ist eine japanische Ära (Nengō) von  Mai 923 bis Mai 931 nach dem gregorianischen Kalender. Der vorhergehende Äraname ist Engi, die nachfolgende Ära heißt Jōhei. Die Ära fällt in die Regierungszeit der Kaiser (Tennō) Daigo und Suzaku.
Der erste Tag der Enchō-Ära entspricht dem 29. Mai 923, der letzte Tag war der 15. Mai 931. Die Enchō-Ära dauerte neun Jahre oder 2909 Tage.

## Ereignisse
- 927 Fujiwara no Tadahira stellt das Engishiki fertig